# Pa-O National Army

Fahne der Pa-O National Organisation, welche die Pa'O Self-Administered Zone 2024 verwaltete.

Die Pa-O National Army(birmanisch ပအိုဝ်းအမျိုးသားတပ်မတော် kurz PNA) ist der bewaffnete Arm der Pa-O National Organisation (kurz PNO) und gilt als Schutztruppe der Pa'O Self-Administered Zone. Die PNA wird von der Zentralregierung des Landes Myanmar finanziert und bewaffnet, stand aber (2024) unter dem Befehl der PNO, welche die Pa'O Self-Administered Zone kontrollierte. 2023 hatte sie zirka 4000 bewaffnete Mitglieder.

## Geschichte
Nach der Unabhängigkeit von Großbritannien gründeten die Karen im Shan-Staat eine eigene Organisation, die PNO. Diese wiederum gründete einen bewaffneten Arm, die PNA. Ziel der Organisationen war eine größere Autonomie der Pa'O innerhalb des Shan-Staates. Am 11. April 1991 wurde nach jahrzehntelangen Kämpfen mit der Zentralregierung ein Waffenstillstand vereinbart. Die PNO konnte nach diesem die Gebiete der Zone autonom verwalten. Die PNA wurde in eine Miliz der Zentralregierung umgewandelt und von dieser finanziert und ausgerüstet. In der Verfassung von 2008 wurden die ehemaligen Waffenstillstandsgebiete zu einer Self Administrated Zone. 2009 gliederten sich einige weitere bewaffnete Organisationen in die PNO ein, und so konnte 2010 eine Zonenregierung etabliert werden. Aufgrund des Autonomiestatus galten die Pa'O als militärregierungsfreundlich. Dies besonders, weil die in der Region ebenfalls aktive Shan State Army-South (kurz SSA-RCSS) auch eine militärische Präsenz in der Region um die Zone hatte. Die SSA-RCSS unterschrieb erst 2015 einen Waffenstillstand mit der damals zivilen Regierung.  Nach dem Putsch am 1. Februar 2021 unterstützte die PNA die neu geschaffene Militärregierung State Administration Council (kurz SAC). Die PNA versuchte durch Zwangsrekrutierungen ihre Ränge aufzufüllen und führte zusammen mit der Armee der Militärregierung Operationen gegen die sich bildeten People's Defence Forces (kurz PDF) und gegen die Karenni Nationalities Defence Force (kurz KNDF) im benachbarten Karenni-Staat durch. Einige der Stützpunkte der PNA wurden im Gegenzug von den PDF's und der KNDF 2022 überrannt. In der Zone waren auch die Pa-O National Liberation Army (kurz PNLA) mit ihrer politischen Organisation Pa-O National Liberation Organisation kurz (PNLO) aktiv, welche versuchten die PNA zu einem Seitenwechsel zu zwingen. Die PNLA und PNLO unterstützte 2024 die Exilregierung (National Unity Government kurz NUG) und bekämpften die Militärregierung. 2024 kam es zu heftigen Gefechten innerhalb der Zone. So überrannte die PNLA, zusammen mit Einheiten der PDF und der KNDF Positionen der PNA in Hsihseng am 22. Januar 2024 und besetzten die Stadt. Am 3. März 2024 konnte die PNA mithilfe der Luftwaffe und Bodentruppen der Militärregierung die Stadt zurückerobern. Mehr als 100.000 Menschen wurden durch die Kämpfe zur Flucht aus ihren Häusern gezwungen.